# Antyle Holenderskie na Letnich Igrzyskach Olimpijskich 1952
Antyle Holenderskie na Letnich Igrzyskach Olimpijskich 1952 reprezentowało 11 zawodników, byli to sami mężczyźni.

## Piłka nożna
Antyle Holenderskie zadebiutowały na igrzyskach wystawiając reprezentację piłkarską. Piłkarze z tego kraju przegrali pierwszy mecz z Turcją 1-2 (0-1) i zakończyli występ na igrzyskach.
- Juan Briezen
- Jorge Brion
- Jani Brokke
- Wilhelm Canword
- Wilfred de Lanoi
- Guillermo Giribaldi
- Ergilio Hato
- Willys Heyliger
- Guillermo Krips
- Pedro Matrona
- Edmundo Vlinder